# 유자효
유자효(1947년 9월 13일 ~ )는 방송인이자 시인으로 활동한 前 대학 교수이자 프리랜서 방송인이다.

## 경력
서울 출생인 그는 1974년 KBS 한국방송공사에 입사하여 기자로 근무하였다. 이후 1993년에 SBS 서울방송으로 직장을 옮긴 후 방송계 활동을 계속 이어나갔고, 2007년에는 한국방송기자클럽 회장으로 선출되었다. 2009년 SBS라디오 본부장 직위에서 사퇴한 이후 현재는 한국시인협회 심의위원장을 맡고 있다.
1968년 『신아일보』 신춘문예에 입선한 그는 시집으로 『성 수요일의 저녁』(1982), 『떠남』(1993), 『내 영혼은』(1994), 『지금은 슬퍼할 때』(1996), 『금지된 장난』(2002), 『아쉬움에 대하여』(2003), 『성자가 된 개』(2006), 『여행의 끝』(2007), 『전철을 타고 히말라야를 넘다』(2009) 등을 간행하였다. 이외에도 수필집으로 『세상의 다른 이름』(1997), 『다시 볼 수 없어 더욱 그립다』(2001)이 있다.
2009년『전철을 타고 히말라야를 넘다』로 46회 한국문학상을 수상하였다. 2016년 서울시인협회 회장 역임헸으며 시동인지 <잉여촌> 동인으로 활동하고 있다.

## 진행

### 라디오
- 1997년 9월 27일 ~ 1997년 10월 4일 : SBS AM 라디오 792 뉴스대행진 1, 2부 임시 진행[1]

## 작품

### 시집
- 성 수요일의 저녁 (1982)
- 짧은 사랑 (1990)
- 지금 독서 중입니다 (1990)
- 떠남 (1993)
- 라라의 투쟁 (1994)
- 내 영혼은 (1994)
- 지금은 슬퍼할 때 (1996)
- 데이트 (2001)
- 금지된 장난 (2002)
- 아쉬움에 대하여 (2003)
- 안장현과 한글문학 (2005)
- 성자가 된 개 (2006)
- 여행의 끝 (2007)
- 전철을 타고 히말라야를 넘다 (2009)
- 나는 희망을 보았다 (2010)
- 사랑하는 아들아 (2012)
- 심장과 뼈 (2013)
- 어디일까요 (2016)
- 시간의 길이 (2023)

### 수필집
- 세상의 다른 이름 (1997)
- 다시 볼 수 없어 더욱 그립다 (2001)

## 학력
- 서울대학교 사범대학 부설국민학교(1960년)
- 경기도 인천중학교(1963년)
- 부산고등학교(1966년)
- 서울대학교 사범대학 불어교육과 학사(1974년)

## 같이 보기
- 한국 문학
- 한국어 시인 목록
- 한국시인협회